# 布拉格尖峰

5.49 MeV 之 α 粒子在空氣中的布拉格曲線

單劑量之光子(綠)、調整過質子束(藍)及純質子束(紅)在組織中能量釋放分佈圖

布拉格尖峰（Bragg peak）是一種高速帶正電荷離子在物體中行進時，於即將停止時才將大部分能量釋放出來的現象。此現象由威廉·亨利·布拉格在1903年發現。

## 現象
當一個帶電的粒子快速地在物體中前進時，會在其行進的路線上對於該物體的原子產生離子化現象，也因此在其停止之前，將一劑量的能量釋放到該物體中。由於離子化作用的截面積增加，能量釋放的尖峰會發生在該粒子即將停止之前。贝特-布洛赫（Bethe-Bloch）方程描述带电粒子的能量损耗。带电粒子的能量损耗随粒子行程的变化率反比于粒子速度的平方，这就解释了为什么能量损耗率的尖峰出现在带电粒子刚好完全停下之前。上圖中的現象是帶有 5.49百萬電子伏特(MeV)的α粒子在空氣中沿著行進路線的能量釋放情形。在下圖中，由 250百萬電子伏特的粒子加速器所產生的純質子束(紅色)其能量釋放尖峰非常狹窄；而另一種粒子光子束(粉紅色)的能量釋放就完全不同。

## 應用
在醫學上，此種大部分能量在組織中會集中釋放的現象，被發展成質子刀而充分地應用到對癌症的放射性治療。只要以三度空間瞄準所要治療的腫瘤(病灶區)，並以調整過的質子束(下圖之藍色部分)將能量規劃集中釋放在特定位置，便可以精準地破壞腫瘤細胞，而不傷害到周圍正常的組織細胞。